# السا بیتا بونگه
السا بیتا بونگه (انگلیسی: Elsa Beata Bunge؛ زاده ۱۸ آوریل ۱۷۳۴ درگذشته ۱۹ ژانویهٔ ۱۸۱۹) یک فیزیک‌دان اهل سوئد بود.